# 弓削氏
弓削氏（ゆげうじ）は、「弓削」を氏の名とする氏族。
古代の日本で弓を製作する弓削部を統率した氏族で、祖先伝承や根拠地域が異なる複数系統がある。物部氏と関係が深く、一部の系統はその傍系とも称した。支族に平岩氏などがあった。

## 系統
複数の氏族があり、各時代に現れる人物がどの系統に連なるかを捉えることは難しいが、9世紀初めの『新撰姓氏録』に基づくと主に以下3つの系統があったとされる。
- 天神系

高魂尊の後裔天日鷲翔矢命（天毘和志可気流夜命）の子孫を称した、弓削部の総領的伴造。姓は連であったが、嫡流は天武朝において朝臣に改姓。
- 天孫系（物部流）

物部氏の一族で、物部守屋が弓削大連と称して以降、その子孫が弓削氏を称したとされる。この系統に属する氏人に道鏡、その弟弓削浄人がいるが、道鏡が孝謙上皇（称徳天皇）の信任を得て、この兄弟の一族は著しく優遇され、大納言に昇った弓削浄人を筆頭に、五位以上の者が男女あわせて10人に達した。これまで、姓は連であったが、浄人らが弓削御浄朝臣、その他は弓削朝臣、弓削宿禰に改められた。道鏡の失脚とともに、姓は元の連などに戻され、一部の者のみ弓削宿禰のまま五位にとどまって官職を歴任したが、その位を次代に引き継ぐことはできなかった。
- 地祇系

天押穂根命が手を洗った水から生まれたとされる禰伎都麻を祖とする。

## 物部氏との関係
河内を本拠とした弓削氏は物部氏の本拠と地理的に近く、職掌からも近い関係にあったと考えられるが、学説には物部氏とは別の一族だとする説と、物部氏の傍系とする説がある。
平安時代初めの『先代旧事本紀』では物部尾輿が弓削連の祖である倭古連の女子、阿佐姫と加波流姫を妻としたとある。また尾輿と阿佐姫の子守屋は弓削大連と名乗った。『日本書紀』でも守屋は随所で物部弓削守屋と呼ばれており、その理由として母方の氏の名をとったとするのは自然である。
しかし、孝謙上皇が天平宝字8年（764年）に出した宣命では、道鏡が先祖の大臣の地位を継ごうとしているから退けよと言われたと語る所がある。この大臣は大連であった物部守屋であろう。ここでは河内の弓削氏が物部守屋の子孫だと考えられている。
『日本書紀』によれば、物部守屋が滅亡したとき、守屋の子は逃げ散り、奴婢の半数と宅は四天王寺に与えられた。10世紀頃成立と思われる『四天王寺古縁起』にその内容が記され、領地の中に弓削なる地名があり、守屋の子孫従類が弓削5村に住んだとある。これも守屋の子孫が弓削氏に連なるという説を傍証するものである。

## 吉備弓削氏
吉備弓削部には吉備弓削部虚空がいる。
備前には、饒速日命（にぎはやひのみこと）の子孫・物部氏が関係する、素戔嗚尊が八岐大蛇を斬ったときの十握剣を収めたという石上布都魂神社がある。この近隣には様々な職能集団が形成され、その中の一つに岡山県久米郡久米南町の「弓削」がある。浄土宗の開祖・法然の両親が参籠したといわれる、美咲町の本山寺を天永元年(1110年）に開いた人物として、「弓削師古」の記述が見られる。久米南町の蓮久寺は菩提寺として建立されたと伝わる。

## 河内弓削氏の分布
現在の大阪府八尾市に、大和川の旧河道をはさんで旧志紀郡に弓削、旧若江郡に東弓削の地名がある。江戸時代に大和川が付け替えられたため、現在は長瀬川とされるが、古代にはこちらが大和川本流であった。対応して、川をはさんで二つの弓削神社が現存する。奈良時代には弓削寺もあって称徳天皇が参拝したが、今はなく、位置も不明である。
道鏡の弟弓削浄人は河内国若江郡の人であったが、弓削氏は河内国内でもう少し広く分布していたようである。天平宝字8年（764年）に渋川郡加美郷に弓削広足、伯麻呂なる人がおり、神護景雲3年（769年）10月30日に称徳天皇が下した恩恵では、大県郡と若江郡の田祖が全免、安宿郡と志紀郡が半免と差があった。